# جسیکا موسکات
جسیکا موسکات (به انگلیسی: Jessika Muscat؛ زادهٔ ۲۷ فوریه ۱۹۸۹)که بیشتر با نام جسیکا شناخته می شود خواننده و بازیگر اهل مالت است.
او به همراه جنیفر برینینگ در یوروویژن ۲۰۱۸ در لیسبون با آهنگ "who are you"  نماینده سان مارینو  بود.
او  هر سال از سال ۲۰۰۸ تا سال ۲۰۱۶ در مسابقه آواز یوروویژن خردسال ۲۰۰۴ با آهنگ رمان گرانبها نماینده کشور خود باشد.
وی نیز بازیگری نقش شخصیت اِما در سریال روزانه  Ħbieb u Għedewwa را بر عهده دارد.

## ترانه‌شناسي
راه‌های طلایی (۲۰۱۲)
ما کی هستیم (۲۰۱۸)
او را نمی‌شناسید (۲۰۱۹)
کلیدوسکوپ(۲۰۲۲)
1. ↑  "Jessika - Bio". Archived from the original on 18 December 2014. Retrieved 4 March 2018.
2. ↑  d'Anastasi, Daniel (20 January 2012). "Malta National Final - Jessica Muscat". Retrieved 4 March 2018.[پیوند مرده]

- مشارکت‌کنندگان ویکی‌پدیا. «Jessika Muscat». در دانشنامهٔ ویکی‌پدیای انگلیسی، بازبینی‌شده در ۳ می ۲۰۱۸.

| آیکون خرد | این یک مقالهٔ خرد زندگی‌نامه اهالی مالت است. می‌توانید با گسترش آن به ویکی‌پدیا کمک کنید. |